# NXT TakeOver: WarGames (2020)
NXT TakeOver: WarGames (2020) – gala wrestlingu wyprodukowana przez federację WWE dla zawodników z brandu NXT. Odbyła się 6 grudnia 2020 w WWE Performance Center w Orlando w stanie Floryda. Emisja była przeprowadzana na żywo za pośrednictwem WWE Network oraz w systemie pay-per-view. Była to trzydziesta druga gala w chronologii cyklu NXT TakeOver i piąta w 2020 roku.
Podczas gali odbyło się sześć walk, w tym jedna były dark matchem. W walce wieczoru, The Undisputed Era (Adam Cole, Bobby Fish, Kyle O’Reilly i Roderick Strong) pokonali Team McAfee (Pata McAfeego, Pete’a Dunne’a, Danny’ego Burcha i Oneya Lorcana) w WarGames matchu oraz w pierwszej walce Team Candice (Candice LeRae, Dakota Kai, Raquel González i Toni Storm) pokonały Team Shotzi (Shotzi Blackheart, Ember Moon, Rheę Ripley i Io Shirai) w żeńskim WarGames matchu.

## Produkcja
NXT TakeOver 31 oferowało walki profesjonalnego wrestlingu z udziałem wrestlerów z brandu NXT. Oskryptowane rywalizacje (storyline’y) kreowane były podczas cotygodniowych gal NXT. Wrestlerzy są przedstawieni jako heele (negatywni, źli zawodnicy i najczęściej wrogowie publiki) i face’owie (pozytywni, dobrzy i najczęściej ulubieńcy publiki), którzy rywalizują pomiędzy sobą w seriach walk mających budować napięcie. Kulminacją rywalizacji jest walka wrestlerska lub ich seria. NXT TakeOver 31 było czwartą galą cyklu TakeOver wyprodukowaną w 2020.

### Wpływ COVID-19
W wyniku pandemii COVID-19, która zaczęła wpływać na branżę w połowie marca, WWE musiało zaprezentować większość swojego programu z zestawu bez udziału realnej publiczności. Transmisje NXT odbyły się początkowo w macierzystej bazie NXT w Full Sail University w Winter Park w stanie Floryda. W październiku 2020 roku wydarzenia NXT zostały przeniesione do WWE Performance Center w Orlando w stanie Floryda, gdzie znajduje się "Capitol Wrestling Center", hołd złożony Capitol Wrestling Corporation, poprzednikowi WWE. Podobnie jak WWE ThunderDome wykorzystywane do programowania Raw i SmackDown, tablice LED zostały umieszczone wokół Performance Center, aby fani mogli uczestniczyć wirtualnie, podczas gdy dodatkowo obecni byli przyjaciele i członkowie rodziny wrestlerów, a także ograniczona liczba rzeczywistych fanów, oddzielonych od siebie ściankami z szkła.

### Rywalizacje
Na NXT: Halloween Havoc 28 października Johnny Gargano pokonał Damiana Priesta w Devil’s Playground matchu i zdobył NXT North American Championship, stając się pierwszym w historii dwukrotnym mistrzem NXT North American. 11 listopada na odcinku NXT, Gargano bronił tytuł przeciwko Leonowi Ruffowi, który został wybrany na przeciwnika przez kołowrotek w stylu ruletki. Podczas walki Priest odwrócił uwagę Gargano i został przypięty przez Ruffa do zdobycia tytułu przez niego po raz pierwszy. W następnym tygodniu, Ruff zachował mistrzostwo przeciwko Gargano poprzez dyskwalifikację, gdy Priest celowo uderzył Ruffa. 25 listopada na odcinku NXT, wszyscy trzej zawodnicy wzięli udział w The KO Show, aby przedstawić swoje argumenty za tym, dlaczego chcą NXT North American Championship, kiedy generalny menadżer NXT, William Regal, ogłosił, że tytuł będzie broniony w Triple Threat matchu na TakeOver: WarGames.
7 października na odcinku NXT, Dexter Lumis pokonał Austina Theory’ego w walce, ale został zaatakowany przez Camerona Grimesa, mówiąc, że w zeszłym tygodniu czuł się przez niego lekceważony. Na NXT: Halloween Havoc obaj spotkali się w Haunted House of Horror matchu, w którym Lumis pokonał go w ringu poprzez submission. Zmierzyli się ponownie w Blindfold matchu 18 listopada na odcinku NXT, zakończonym brakiem rezultatu po tym, jak Grimes nieświadomie pozbawił sędziego przytomności i ostatecznie uciekł. W następnym tygodniu Grimes pokonał Jake’a Atlasa w walce, ale wkrótce przerwał mu Lumis, który zaoferował mu pasek, ale odmówił jego noszenia. Później tego wieczoru Regal spotkał Grimesa na backstage’u, aby zabookować Strap match pomiędzy nim a Lumisem na TakeOver: WarGames.
18 listopada na odcinku NXT, Timothy Thatcher pokonał Augusta Graya w walcer, ale wkrótce został skonfrontowany z Tommaso Ciampą i Thatcher wycofał się mówiąc: "Nie mam z tobą problemu". 2 grudnia na odcinku NXT, Thatcher był na ringu, prowadząc lekcję "Thatch as Thatch Can" na temat "Distractions", kiedy pojawił się Ciampa i usłyszał od Thatchera, że nie chce z nim żadnych kłopotów. Po rzuceniu go na matę po próbie ataku, Ciampa został oślepiony przez ucznia Thatchera i wrzucony do szkła przez samego Thatchera, który następnie zastosował duszenie gilotynowe, aby zemdlał. Thatcher powiedział później, że spotka się z Ciampą na "lekcji" na TakeOver: WarGames.

## Wyniki walk
| Nr                                                                                    | Wyniki | Stypulacje                                            | Czas  |
| ------------------------------------------------------------------------------------- | --- | ----------------------------------------------------- | ----- |
| 1D                                                                                    | Legado del Fantasma (Santos Escobar, Raul Mendoza i Joaquin Wilde) pokonali Augusta Greya, Curta Stalliona i Ashante "Thee" Adonisa                                | Six-man Tag Team match                                | 7:48  |
| 2                                                                                     | Team Candice (Candice LeRae, Dakota Kai, Raquel González i Toni Storm) pokonały Team Shotzi (Shotzi Blackheart, Ember Moon, Rheę Ripley i Io Shirai)               | WarGames match                                        | 35:22 |
| 3                                                                                     | Tommaso Ciampa pokonał Timothy’ego Thatchera | Singles match                                         | 16:46 |
| 4                                                                                     | Dexter Lumis pokonał Camerona Grimesa poprzez submission | Strap match                                           | 12:52 |
| 5                                                                                     | Johnny Gargano pokonał Leona Ruffa (c) i Damiana Priesta | Triple Threat match o NXT North American Championship | 17:28 |
| 6                                                                                     | The Undisputed Era (Adam Cole, Bobby Fish, Kyle O’Reilly i Roderick Strong) pokonali Team McAfee (Pata McAfeego, Pete’a Dunne’a, Danny’ego Burcha i Oneya Lorcana) | WarGames match                                        | 45:00 |
| (c) – mistrz/mistrzyni przed walkąD – walka była dark matchem (nietransmitowana w TV) | |                                                       |       |